# كيفن شيدهاور
كيفن شيدهاور (بالألمانية: Kevin Scheidhauer)‏ (13 مارس 1992 بدغندورف في ألمانيا - ) هو لاعب كرة قدم ألماني في مركز الهجوم. شارك مع منتخب ألمانيا تحت 17 سنة لكرة القدم ومنتخب ألمانيا لكرة القدم تحت 18 سنة ومنتخب ألمانيا تحت 19 سنة لكرة القدم ومنتخب ألمانيا تحت 20 سنة لكرة القدم. أما مع النوادي، فقد لعب مع نادي بوخوم ونادي دويسبورغ ونادي فولفسبورغ وأم أس في دويسبورغ II ‏ وVfL Bochum II ‏.

## روابط خارجية
- كيفن شيدهاور على موقع قاعدة بيانات كرة القدم.إي يو (الإنجليزية)
- كيفن شيدهاور على موقع بيانات كرة القدم. دي إي (الألمانية)
- كيفن شيدهاور على موقع Soccerway.com (الإنجليزية)
- كيفن شيدهاور على موقع عالم كرة القدم.نت (الإنجليزية)
- كيفن شيدهاور على موقع AS.com (الإسبانية)